# Supination

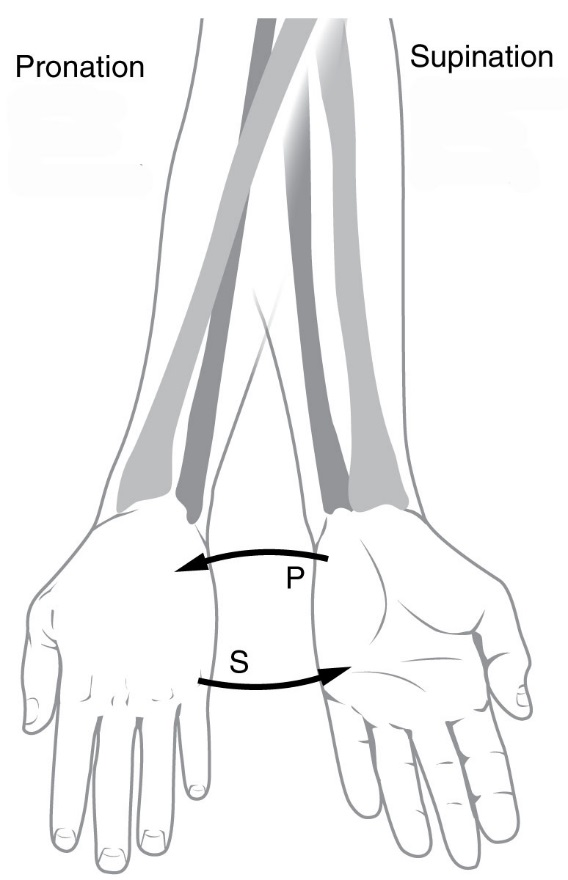
La supination traduit une évolution du membre chiridien des vertébrés terrestres : le passage d'un membre transversal ancestral à un membre parasagittal implique le pivotement vers l'avant de l'autopode (la main), et vers l'arrière du stylopode (visible au niveau du coude dirigé dans le même sens) et une torsion sur lui-même, d'où le décroisement des os du zeugopode (avant-bras) en position de supination.

La supination est le mouvement de l'avant-bras et de la main dans lequel le radius tourne latéralement autour de son axe longitudinal de telle façon que la paume de la main s'oriente antérieurement (la paume regarde en avant) et que le dos de la main s'oriente postérieurement (le dos de la main regarde derrière). Le mouvement inverse est la pronation.
Le terme est parfois associé au mouvement du pied.

## Avant-bras
La position anatomique de référence est :
- bras le long du corps ;
- coude en extension ;
- poignet dans l'axe de l'avant-bras ;
- pouce en extension (c'est-à-dire éloigné de la main, dans le plan coronal ou aussi appelé plan frontal) tourné vers l'extérieur (et non vers le corps).

## Pied
Au niveau du pied, la supination est un mouvement combiné qui soulève le bord médial du pied. Elle permet donc de mettre face à face les plantes de chaque pied (vers « l'intérieur », vers le plan sagittal). Cette capacité est un caractère dérivé propre aux mammifères euarchontes. Elle peut se faire avec un seul pied.

## Représentations

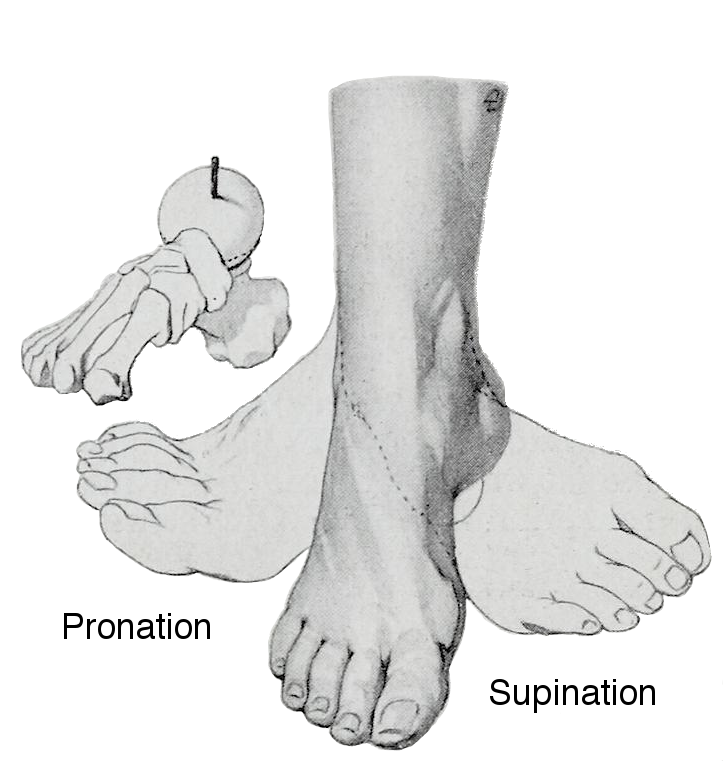
Droite supination, (milieu), gauche pronation.
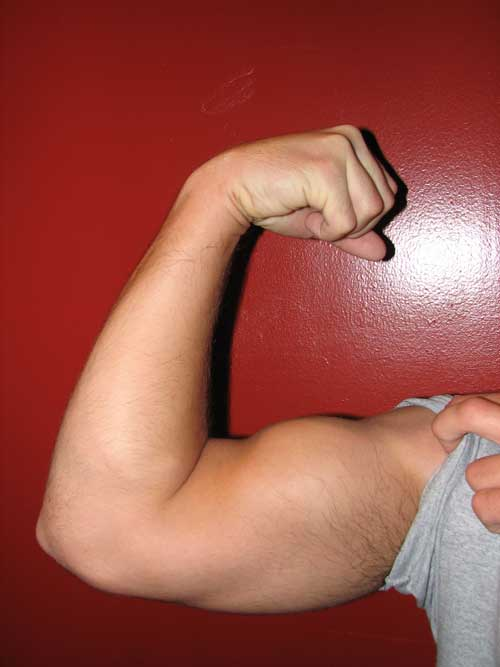
Coude fléchi à 90°, avant-bras en supination.

## Dans la culture

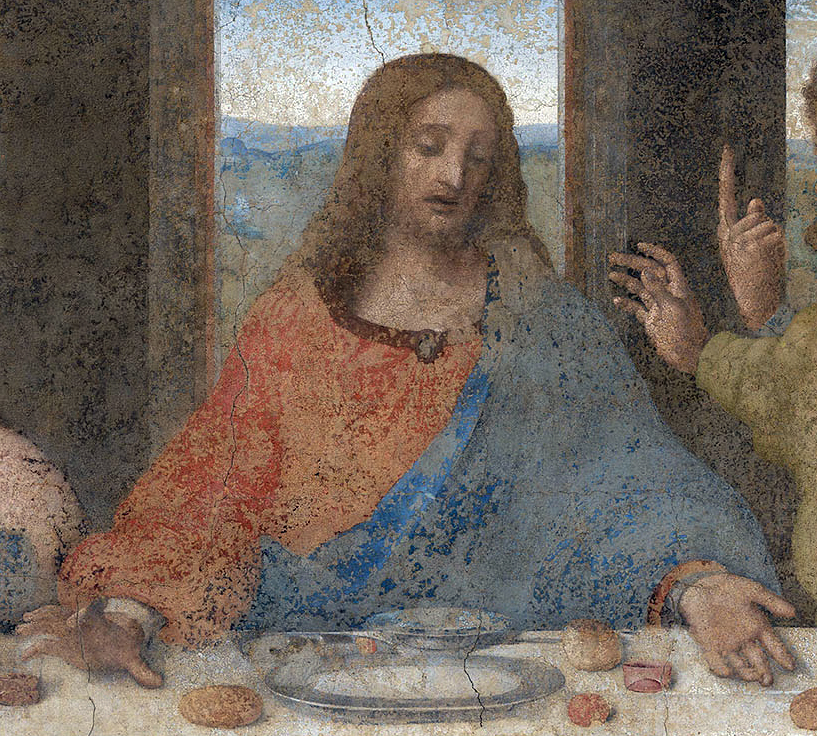
Jésus, détail de La Cène (Léonard de Vinci). Église Santa Maria delle Grazie, Milan (Italie).

Dans La Cène de Léonard de Vinci, le bras gauche de Jésus est en supination, et le droit en pronation.